# I babysitter (film 2016)
I babysitter è un film commedia del 2016, diretto da Giovanni Bognetti e interpretato da Francesco Mandelli, Paolo Ruffini e Diego Abatantuono.
È il remake del film francese Babysitting del 2014.

## Trama
Andrea è un ragazzo insicuro e sfortunato, impiegato di un'importante agenzia sportiva. Il giorno del suo compleanno il suo capo, Gianni Porini, gli chiede di fare da babysitter a suo figlio Remo mentre lui è in viaggio per lavoro insieme a sua moglie. Arrivato a casa del suo capo, con la moglie di quest'ultimo, Marta, che lo crede un babysitter professionista, Andrea prova a entrare in sintonia con Remo, che invece risulta provare una forte antipatia per lui. Nel bel mezzo della serata arrivano Aldo e Mario, i migliori amici di Andrea rispettivamente campione di tiro al piattello e pony express con la speranza di sfondare su internet, che gli organizzano una festa a sorpresa in suo onore invitando anche Sonia, la sua ex di cui è ancora innamorato, dando anche del sonnifero a Remo per impedirgli di raccontare tutto ai genitori.
Il giorno dopo, chiamato dalla polizia, il signor Porini rientra con la moglie trovando la sua casa in un caos totale con Remo e Andrea scomparsi. L'unica testimonianza della serata è una videocamera che ha registrato tutti gli eventi.
Dalla videocamera si vede che alla festa si presentano più persone del previsto ed anche due poliziotti, che si rivelano essere spogliarellisti. Per via della musica alta Remo si sveglia nonostante il sonnifero e ricatta Andrea facendosi dare la sua paga e un gelato. Mentre Andrea è a comprare il gelato gli amici fanno esplodere il serpente di Porini con l'aria compressa. Al suo ritorno cercando Remo in casa Andrea scopre che è scappato e esce a cercarlo con la macchina del capo insieme ad Aldo, Mario, Sonia ed Ernesto, il cugino di lei. In macchina Aldo chiama una sua amante che si scopre essere la fidanzata di Ernesto, il quale infuriato esce dalla macchina staccando una portiera e facendo arrivare la polizia. Gli altri, sentendo la polizia scappano finendo per schiantarsi in un campo vicino ad un luna park, vedendo la bici di Remo capiscono che lui sia lì. Una volta trovato Remo decidono di tornare a casa ma il bambino li convince a prendergli da mangiare ed andare sulle giostre, offrendosi di pagare con i soldi che ha estorto ad Andrea. Nella dark room Sonia convince con l'inganno Aldo ed Andrea a baciarsi, entrambi credendo di star baciando la ragazza; dopo aver visto il filmato della videocamera nella dark room decidono per consolarsi vanno tutti ad uno stand per bere, ma Sonia convince Andrea a cantare la canzone sulla quale si sono dati il primo ed anche ultimo bacio.
In giro per il luna park trovano Ernesto che, ubriaco, sta litigando con un giostraio; un po' per il fatto che i giostrai del luna park li stanno cercando arrabbiati e soprattutto perche Remo ha un attacco di asma, avendo lasciato la medicina a casa, il gruppo decide di guidare i go-kart nel traffico per tornare a casa. Tornati lì scoprono che la casa si è riempita di sconosciuti per via della festa. Il signor Luini, vicino di casa anziano, venutosi a lamentare del baccano viene scambiato per il vecchietto di Up e, convinto a salire su una sedia con centinaia di palloncini, prende il volo. Aldo nel tentativo di farlo scendere tenta con una balestra di far scoppiare i palloncini, prendendo però il casco che il signor Luini indossa. La registrazione termina con una confessione privata di Remo su quanto si sia divertito quella sera ed esprimendo il desiderio che suo padre lo venga a vedere ad una partita di calcio.
Terminata la registrazione il signor Porini capisce dove sia il gruppo con Remo e parte con la moglie alla volta del campo da calcio. Qui trova Andrea, Sonia, Aldo e Mario che guardano ed incoraggiano Remo, ancora in panchina. Andrea viene licenziato e, con l'intero gruppo, arrestato. Vengono però scarcerati il giorno stesso grazie a Remo. Alla fine Aldo si mette ad insegnare tiro al piattello, Mario rimane un pony express con il sogno dell'internet rinforzato dopo le due milioni di visualizzazioni al video della nottata e Andrea viene riassunto, fidanzandosi con Sonia.

## Distribuzione
Il film fu distribuito in Italia da Medusa a partire dal 19 ottobre 2016. In alcune sale cinematografiche è stato proiettato in anteprima dal 12 ottobre dello stesso anno.

## Accoglienza

### Incassi
Il film incassò in totale 1 360 381 euro